# Бем Франц
Бем Франц — (нар. 7 вересня 1788 — пом. 28 лютого 1846) — російський скрипаль-віртуоз. За походженням австрієць. Брат скрипаля Йозефа Бема.
Тарас Шевченко слухав гру Бема на музичному вечорі О. Фіцтума, про це він згадав у повісті «Художник».